# Pachybrachis badius
Pachybrachis badius är en skalbaggsart som beskrevs av Henry Clinton Fall 1915. Pachybrachis badius ingår i släktet Pachybrachis och familjen bladbaggar. Inga underarter finns listade i Catalogue of Life.